# Мадисон (округ, Миссури)
Округ Мадисон (англ. Madison County) — округ штата Миссури, США. Население округа на 2009 год составляло 12 341 человек. Административный центр округа — город Фредериктаун.

## История
Округ Мадисон основан в 1818 году.

## География
Округ занимает площадь 1287,2 км². 16,05 % площади округа занимает единственный национальный лес Миссури — «Марк-Твен».

## Демография
Согласно оценке Бюро переписи населения США, в округе Мадисон в 2009 году проживало 12 341 человек. Плотность населения составляла 9,6 человек на квадратный километр.